# Parti whig (Royaume-Uni)
Pour les articles homonymes, voir Parti whig.
 (octobre 2017).
Si vous disposez d'ouvrages ou d'articles de référence ou si vous connaissez des sites web de qualité traitant du thème abordé ici, merci de compléter l'article en donnant les références utiles à sa vérifiabilité et en les liant à la section « Notes et références ».
Le parti whig désigne un parti politique apparu au XVIIe siècle en Angleterre qui, à compter de la fin du XVIIe siècle, milita en faveur d'un parlement fort en s'opposant à l'absolutisme royal. Il s'opposait à la mouvance Tory de l'époque. Le terme, apparu au XVIIe siècle, désigne à l'origine un brigand écossais.
Parmi les Whigs célèbres du Royaume-Uni on peut citer Robert Harley, Charles James Fox, Robert Walpole, Edmund Burke, George Grenville ou Thomas Babington Macaulay, James Mackintosh.

## Historique
Entre 1678 et 1681, on commença à désigner sous le nom de Whigs ceux qui voulaient exclure de la succession au trône, par un projet de loi, le duc d'York (futur Jacques II), qui était le frère cadet et héritier présomptif du roi Charles II. Cet épisode historique porta le nom de crise de l'Exclusion Bill et entraîna la naissance du Parti whig, favorable au Bill, qui gagna sa réputation de mouvement opposé à un absolutisme royal catholique en Angleterre. 
Un peu plus tard, les Whigs jouèrent ainsi un rôle important lors de la révolution de 1688. Toutefois, c'est en 1714 qu'ils accédèrent vraiment au pouvoir, lors de l'avènement de la dynastie hanovrienne. Ils gouvernèrent sans partage pendant plusieurs décennies en s'appuyant surtout sur la bourgeoisie commerçante. Rejetés dans l'opposition à la fin du XVIIIe siècle et au début du XIXe siècle, ils revinrent aux affaires en 1830 et firent adopter la réforme parlementaire de 1832. Le parti changea de nom vers 1830 pour devenir le Parti libéral, sur le modèle des liberales espagnols (1810) et des libéraux français (vers 1820).
Le mode de scrutin britannique (majoritaire à un seul tour) est généralement considéré comme l'un des responsables de la disparition des Whigs au XXe siècle. En effet, il ne laisse subsister que deux partis principaux : comme il n'y a pas de deuxième tour, les électeurs se répartissent en deux grands pôles. Seuls deux partis ont ainsi plus de chances d'avoir des députés, au détriment d'un « troisième parti », qu'il soit extrémiste ou centriste.
En vertu de cela, le Parti travailliste eut donc du mal à percer au début du XXe siècle, car il était alors le « troisième parti ». Mais lorsque cette percée fut réalisée, elle fut assez rapide, et ce fut le Parti "whig" qui, considéré comme centriste sur l'échiquier politique, fut écrasé entre les travaillistes d'un côté et les conservateurs de l'autre. Il devint à son tour le « troisième parti ».
Le parcours du Parti "whig" est assez semblable à celui du Parti radical français : qualifié de « libéral », prospère au XIXe siècle et considéré alors plutôt comme à gauche du spectre politique, il est ensuite rejeté de plus en plus vers le centre par l'apparition de nouveaux partis, avant de quasiment disparaître. Cette disparition presque totale de la représentation "whig" au parlement, au profit du Parti travailliste, eut lieu dans les années 1930.

## Liste des leaders du parti whig

### Leaders du Parti whig, 1830–1859
| Nom | Portrait | Circonscription/Titre                                                                                          | Début Office     | Fin Office      | Premier ministre | Premier ministre             |
| --- | --- | --- | ---------------- | --------------- | ---------------- | ---------------------------- |
| Comte Grey | | 2e comte Grey                                                                                                  | 22 novembre 1830 | 16 juillet 1834 |                  | Earl Grey 1830-34            |
| Lord Melbourne                                                                                                 | | 2e Vicomte Melbourne                                                                                           | 16 juillet 1834  | 23 octobre 1842 |                  | Lord Melbourne 1834          |
| Lord Melbourne                                                                                                 | Arthur Wellesley de Wellington 1834                                                                            | 2e Vicomte Melbourne                                                                                           | 16 juillet 1834  | 23 octobre 1842 |                  |                              |
| Lord Melbourne                                                                                                 | Sir Robert Peel 1834-35                                                                                        | 2e Vicomte Melbourne                                                                                           | 16 juillet 1834  | 23 octobre 1842 |                  |                              |
| Lord Melbourne                                                                                                 | Vicomte Melbourne 1835-41                                                                                      | 2e Vicomte Melbourne                                                                                           | 16 juillet 1834  | 23 octobre 1842 |                  |                              |
| Lord Melbourne                                                                                                 | Sir Robert Peel 1841-46                                                                                        | 2e Vicomte Melbourne                                                                                           | 16 juillet 1834  | 23 octobre 1842 |                  |                              |
| VACANT Leader à la Chambre des Lords -Marquis de Lansdowne Leader à la Chambre des Communes -Lord John Russell | VACANT Leader à la Chambre des Lords -Marquis de Lansdowne Leader à la Chambre des Communes -Lord John Russell | VACANT Leader à la Chambre des Lords -Marquis de Lansdowne Leader à la Chambre des Communes -Lord John Russell | 23 octobre 1842  | 30 Junin 1846   |                  | Sir Robert Peel 1841-46      |
| Lord John Russell                                                                                              | | City of London                                                                                                 | 30 juin 1846     | 30 janvier 1855 |                  | Lord John Russell 1846–52    |
| Lord John Russell                                                                                              | Comte de Derby 1852                                                                                            | City of London                                                                                                 | 30 juin 1846     | 30 janvier 1855 |                  |                              |
| Lord John Russell                                                                                              | Comte d'Aberdeen 1852-55                                                                                       | City of London                                                                                                 | 30 juin 1846     | 30 janvier 1855 |                  |                              |
| Henry John Temple, 3e Vicomte Palmerston                                                                       | | Tiverton | 6 février 1855   | 6 juin 1859     |                  | Vicomte Palmerston 1855-1858 |
| Henry John Temple, 3e Vicomte Palmerston                                                                       | Comte de Derby 1858-59                                                                                         | Tiverton | 6 février 1855   | 6 juin 1859     |                  |                              |

### Leaders du parti Whig à la Chambre des communes, 1830–1859
|  | Nom                | Circonscription                                                              | Début         | Fin           |
|  | Vicomte Althorp    | Northamptonshire (1830–1832); South Northamptonshire (1832–1834)             | Mars 1830     | Novembre 1834 |
|  | Lord John Russell  | Devonshire South (1834–1835); Stroud (1835–1841); City of London (1841–1855) | Novembre 1834 | Février 1855  |
|  | Vicomte Palmerston | Tiverton                                                                     | Février 1855  | Juin 1859 ,   |

### Leaders du parti Whig à la Chambre des Lords, 1830–1859
|  | Nom                  | Début Office  | Fin Office   |
|  | Comte Grey           | Novembre 1830 | Juillet 1834 |
|  | Lord Melbourne       | Juillet 1834  | Octobre 1842 |
|  | Marquis de Lansdowne | Octobre 1842  | Février 1855 |
|  | Comte Granville      | Février 1855  | 1859 ,       |